# Daykin
Daykin és una població dels Estats Units a l'estat de Nebraska. Segons el cens del 2000 tenia 177 habitants.

## Demografia
Segons el cens del 2000, Daykin tenia 177 habitants, 81 habitatges, i 48 famílies. La densitat de població era de 402 habitants per km².
Dels 81 habitatges en un 23,5% hi vivien nens de menys de 18 anys, en un 55,6% hi vivien parelles casades, en un 3,7% dones solteres, i en un 40,7% no eren unitats familiars. En el 40,7% dels habitatges hi vivien persones soles el 25,9% de les quals corresponia a persones de 65 anys o més que vivien soles. El nombre mitjà de persones vivint en cada habitatge era de 2,19 i el nombre mitjà de persones que vivien en cada família era de 2,98.
Per edats la població es repartia de la següent manera: un 24,3% tenia menys de 18 anys, un 3,4% entre 18 i 24, un 19,8% entre 25 i 44, un 24,9% de 45 a 60 i un 27,7% 65 anys o més.
L'edat mediana era de 47 anys. Per cada 100 dones de 18 o més anys hi havia 74 homes.
La renda mediana per habitatge era de 23.333 $ i la renda mediana per família de 33.750 $. Els homes tenien una renda mediana de 22.386 $ mentre que les dones 19.167 $. La renda per capita de la població era de 15.843 $. Aproximadament el 8,3% de les famílies i l'11,3% de la població estaven per davall del llindar de pobresa.

## Poblacions més properes
El següent diagrama mostra les poblacions més properes.